# George Breen
George Thomas Breen (Buffalo, 19 luglio 1935 – 9 novembre 2019) è stato un nuotatore statunitense.
Specializzato nello stile libero, ha vinto quattro medaglie alle Olimpiadi: l'argento nella staffetta 4x200 m sl e i bronzi nei 400 m e 1500 m sl a Melbourne 1956 e il bronzo nuovamente nei 1500 m sl a Roma 1960.
Nel 1975 è diventato uno dei Membri dell'International Swimming Hall of Fame
È stato primatista mondiale degli 800 m e dei 1500 m sl e della staffetta 4x200 m sl.

## Palmarès
- Olimpiadi

Melbourne 1956: argento nella staffetta 4x200 m sl, bronzo nei 400 m e 1500 m sl.
Roma 1960: bronzo nei 1500 m sl.
- Giochi panamericani

1959 - Chicago: oro nei 400 m sl e argento nei 1500 m sl.